# 2146 Stentor
2146 Stentor este un asteroid descoperit pe 24 octombrie 1976 de Richard West.